# جيش بروسيا الشرقية (الفيرماخت)
جيش بروسيا الشرقية (الفيرماخت) ( Armeeoberkommando Ostpreußen، تم اختصاره AOK Ostpreußen ) تم إنشاؤه من الجيش الثاني واستوعب أيضًا بقايا الجيش الرابع في 7 أبريل 1945. سيطر هذا الجيش على جميع القوات في بروسيا الشرقية وبروسيا الغربية. بعد خسارة غدانسك (ثم: Danzig) وغدينيا (ثم: Gotenhafen) في الهجوم البروسي الشرقي تم عزل الجيش في خليج غدانسك.

## القادة

### القائد العام
| الرقم | صورة              | Commander                                              | تولى المنصب  | ترك المنصب | مدة شغل المنصب |
| ----- | ----------------- | ------------------------------------------------------ | ------------ | ---------- | -------------- |
| 1     | ديتريش فون ساوكين | General der Panzertruppe ديتريش فون ساوكين (1892–1980) | 7 April 1945 | 9 May 1945 | 32 أيام        |

### رئيس هيئة الأركان العامة
- جينرال مايجور روبرت ماتشر

### ضابط العمليات الأول
- أوبرسلوبمينت Wolfgang Brennecke

## روابط خارجية
- Lexikon der Wehrmacht